# Tommaso Vitani da Brescia
Tommaso Vitani (Brescia, XVI secolo – XVI secolo?) è stato un organaro italiano.
L'ortografia del cognome presenta diverse varianti: Victan, Vitani, Vitano, Vitali, Vitanni ecc. ma la forma Vitani è prevalente.

## Biografia
Con ogni probabilità fu allievo del bresciano Giovanni Battista Facchetti e svolse un'attività itinerante soprattutto in Liguria e in Corsica nella seconda metà del XVI secolo. Nei documenti non è mai indicato un luogo di residenza, ma dal momento che gran parte degli atti notarili che lo riguardano sono stati rogati a Genova è molto probabile che il capoluogo ligure fosse la sua città di riferimento.
Era probabilmente cugino dell'organaro bresciano Antonio Vitani, (figlio di Angelo) padre dei più noti Giuseppe e Angelo, operanti a Pavia tra la seconda metà del XVI secolo e gli inizi del XVII. A Pavia, presso i fratelli Giuseppe e Angelo Vittani si formò, tra il 1609 e il 1624 l'organaro olandese Giovanni Oltrachino, maestro d'organi poi molto attivo in Liguria.

## Opere
- 1560 Bastia (Corsica), Santa Maria; organo rifatto tra il 1617 e il 1619 da Giorgio Spinola Vittani
- 1564-81 Genova, Cattedrale di San Lorenzo: manutenzione ordinaria dell'organo di Giovanni Battista Fachetti 1552-54
- 1573 Levanto (La Spezia), Sant'Andrea
- 1573 Millesimo (Savona), Parrocchiale
- 1573 Genova, Monastero di San Tommaso
- 1577 Porto Maurizio (Imperia), San Maurizio
- 1577 San Romolo di Sanremo (Imperia), Parrocchiale
- 1577 Ceriana (Imperia), Oratorio di Santa Caterina
- ante 1578 Castelnuovo Scrivia (Alessandria), Convento di Santa Maria dei Servi